# Młyńsko (województwo dolnośląskie)
Młyńsko (niem. Mühlseüffen, do 1945 Mühlseiffen) – wieś w południowo-zachodniej Polsce, położona w województwie dolnośląskim, w powiecie lwóweckim, w gminie Gryfów Śląski.

## Położenie
Młyńsko to niewielka wieś o nieokreślonym układzie przestrzennym położona na Pogórzu Izerskim, w północno-wschodniej części Kotliny Mirskiej, nad górnym biegiem Młyńskiej Strugi, na wysokości około 355–410 m n.p.m.. Obecnie Młyńsko jest wsią o typowo rolniczym charakterze, przebiega linia kolejowa Jelenia Góra – Węgliniec.

## Podział administracyjny
W latach 1975–1998 miejscowość administracyjnie należała do województwa jeleniogórskiego.

## Historia
Powstanie Młyńska wiąże się z wybudowaniem w 1351 roku folwarku, którego właścicielem był burgraf na zamku Gryf, Hans von Reideburg. Nazwa wsi pochodzi od młyna wodnego wybudowanego w 1709 roku w Długim Potoku. W 1765 roku mieszkało tu 12 kmieci, 5 zagrodników, aż 105 chałupników i 13 rzemieślników, była to więc wtedy duża i ludna osada. W 1825 roku było tu 146 domów, 2 folwarki, szkoła ewangelicka z nauczycielem, młyn wodny i cegielnia, poza tym we wsi pracowało 21 warsztatów lniarskich. W 1865 roku przez Młyńsko przeprowadzono linię kolejową, ale stacja powstała dopiero w 1898 roku. W 1876 roku znaczna część wsi spłonęła, co w połączeniu z upadkiem tkactwa chałupniczego spowodowało proces jej wyludniania.

Po 1945 roku Młyńsko pozostało wsią rolniczą, nadal wyludniającą się. W 1988 roku było tu 48 indywidualnych gospodarstw rolnych. W latach 90. XX wieku mieszkańcy miejscowości wybudowali kaplicę św. Józefa Robotnika, która funkcjonuje jako kościół filialny parafii w Chmieleniu.